# کوچار
کوچار، روستایی از توابع بخش مرکزی شهرستان البرز در استان قزوین ایران است.

## جمعیت
این روستا در دهستان نصرت‌آباد قرار دارد و براساس سرشماری مرکز آمار ایران در سال ۱۳۸۵، جمعیت آن ۵۵۲ نفر (۱۳۲خانوار) بوده‌است.